# مختار التليلي
مختار التليلي (1942-) من أشهر مدربي كرة القدم في تونس. نشط كلاعب في النادي الأفريقي. درب في السبعينات نادي سكك الحديد الصفاقسي والترجي الرياضي التونسي الذي استطاع معه الفوز بكأسين. صعدت أسهمه في الثمانينات فدرب الترجي مرة أخرى والنادي البنزرتي (فاز معه بالكأس عام 1982) والإفريقي والحديد الصفاقسي والنادي الصفاقسي، وعين بين 1988 و1989 مدربا للمنتخب الوطني. أصبح في التسعينات وسنوات 2000 بمثابة الاخصائي في إنقاذ الفرق المهددة بالنزول ودرب في تلك الفترة أولمبيك الكاف والاتحاد المنستيري ونادي حمام الأنف والترجي الجرجيسي والأولمبي الباجي والنادي البنزرتي كما عين لفترة كمدير فني للترجي الرياضي التونسي. خاض التليلي أيضا أكثر من تجربة خارج البلاد على رأس الوحدة ونجران والشعلة في السعودية كما درب في الإمارات وليبيا. عرف التليلي بلسانه السليط بمما أدخله أكثر من مرة في جدالات ساخنة، من ذلك اتهامه لرئيس أولمبيك الكاف الصحبي الطنوبي في التسبب في نزول الفريق لما كان التليلي يدرب الفريق، وفي 2007 لما كان مدربا للنادي البنزرتي قام بشتم الترجي الرياضي إثر مباراة نهاية الموسم في سوسة أمام النجم، والتي استطاع فيها فريقه النجاة بأعجوبة من النزول. درب المنتخب الأولمبي الفلسطيني لكرة القدم.

## وصلات خارجية
- مقال عن التليلي في موقع العربية نت